# Малаховка (Житомирская область)
Малаховка (укр. Малахівка) — село на Украине, основано в 1656 году, находится в Лугинском районе Житомирской области.
Код КОАТУУ — 1822883202. Население по переписи 2001 года составляет 30 человек. Почтовый индекс — 11320. Телефонный код — 4161. Занимает площадь 0,21 км².

## Адрес местного совета
11320, Житомирская область, Лугинский р-н, с. Липники, ул. Ленина, 1